# Blanche Bingley
Pour les articles homonymes, voir Bingley (homonymie).
Blanche Bingley (3 novembre 1863 à Greenford, Grand Londres – 6 août 1946 à Pulborough) est une joueuse de tennis britannique de la fin du XIXe siècle et début du XXe, la meilleure de son époque avec Maud Watson, Charlotte Cooper, et derrière Lottie Dod. Elle est aussi connue sous son nom de femme mariée, Blanche Bingley-Hillyard.
Membre du Ealing Lawn Tennis & Archery Club, elle participe à la première édition féminine du tournoi de Wimbledon en 1884. Deux ans plus tard, elle y décroche le premier de ses six titres en simple, le dernier acquis en 1900. 
Blanche Bingley a aussi perdu sept autres fois en finale, dont cinq contre sa compatriote Lottie Dod.

## Palmarès (partiel)

### Titres en simple dames
| No | Date       | Nom et lieu du tournoi       | Catégorie | Surface      | Finaliste        | Score         |  |
| -- | ---------- | ---------------------------- | --------- | ------------ | ---------------- | ------------- |  |
| 1  | ??/06/1886 | The Championships, Wimbledon | G. Chelem | Gazon (ext.) | Maud Watson      | 6-3, 6-3      |  |
| 2  | 01/07/1889 | The Championships, Wimbledon | G. Chelem | Gazon (ext.) | Lena Rice        | 4-6, 8-6, 6-4 |  |
| 3  | 09/07/1894 | The Championships, Wimbledon | G. Chelem | Gazon (ext.) | Edith Austin     | 6-1, 6-1      |  |
| 4  | ??/06/1897 | The Championships, Wimbledon | G. Chelem | Gazon (ext.) | Charlotte Cooper | 5-7, 7-5, 6-2 |  |
| 5  | ??/06/1899 | The Championships, Wimbledon | G. Chelem | Gazon (ext.) | Charlotte Cooper | 6-2, 6-3      |  |
| 6  | ??/06/1900 | The Championships, Wimbledon | G. Chelem | Gazon (ext.) | Charlotte Cooper | 4-6, 6-4, 6-4 |  |

### Finales en simple dames
| No | Date       | Nom et lieu du tournoi       | Catégorie | Surface      | Vainqueure       | Score         |          |
| -- | ---------- | ---------------------------- | --------- | ------------ | ---------------- | ------------- | -------- |
| 1  | 04/07/1885 | The Championships, Wimbledon | G. Chelem | Gazon (ext.) | Maud Watson      | 6-1, 7-5      | Parcours |
| 2  | 02/07/1887 | The Championships, Wimbledon | G. Chelem | Gazon (ext.) | Lottie Dod       | 6-2, 6-0      |          |
| 3  | 07/07/1888 | The Championships, Wimbledon | G. Chelem | Gazon (ext.) | Lottie Dod       | 6-3, 6-3      |          |
| 4  | 29/06/1891 | The Championships, Wimbledon | G. Chelem | Gazon (ext.) | Lottie Dod       | 6-2, 6-1      |          |
| 5  | 27/06/1892 | The Championships, Wimbledon | G. Chelem | Gazon (ext.) | Lottie Dod       | 6-1, 6-1      |          |
| 6  | 10/07/1893 | The Championships, Wimbledon | G. Chelem | Gazon (ext.) | Lottie Dod       | 6-8, 6-1, 6-4 |          |
| 7  | ??/06/1901 | The Championships, Wimbledon | G. Chelem | Gazon (ext.) | Charlotte Cooper | 6-2, 6-2      |          |

## Parcours en Grand Chelem (partiel)
Si l’expression « Grand Chelem » désigne classiquement les quatre tournois les plus importants de l’histoire du tennis, elle n'est utilisée pour la première fois qu'en 1933, et n'acquiert la plénitude de son sens que peu à peu à partir des années 1950.

### En simple dames
| Année | - | - | Championnat de France | Championnat de France | Wimbledon | Wimbledon        | US National | US National |
| ----- | - | - | --------------------- | --------------------- | --------- | ---------------- | ----------- | ----------- |
| 1885  | - | - | -                     | -                     | Finale    | Maud Watson      | -           | -           |
| 1886  | - | - | -                     | -                     | Victoire  | Maud Watson      | -           | -           |
| 1887  | - | - | -                     | -                     | Finale    | Lottie Dod       | -           | -           |
| 1888  | - | - | -                     | -                     | Finale    | Lottie Dod       | -           | -           |
| 1889  | - | - | -                     | -                     | Victoire  | Lena Rice        | -           | -           |
| 1891  | - | - | -                     | -                     | Finale    | Lottie Dod       | -           | -           |
| 1892  | - | - | -                     | -                     | Finale    | Lottie Dod       | -           | -           |
| 1893  | - | - | -                     | -                     | Finale    | Lottie Dod       | -           | -           |
| 1894  | - | - | -                     | -                     | Victoire  | Edith Austin     | -           | -           |
| 1897  | - | - | -                     | -                     | Victoire  | Charlotte Cooper | -           | -           |
| 1899  | - | - | -                     | -                     | Victoire  | Charlotte Cooper | -           | -           |
| 1900  | - | - | -                     | -                     | Victoire  | Charlotte Cooper | -           | -           |
| 1901  | - | - | -                     | -                     | Finale    | Charlotte Cooper | -           | -           |

À droite du résultat, l’ultime adversaire.

## Parcours aux Jeux olympiques

### En simple dames
| # | Date       | Nom de l'olympiade             | Surface      | Résultat      | Ultime adversaire | Score   |          |
| - | ---------- | ------------------------------ | ------------ | ------------- | ----------------- | ------- | -------- |
| 1 | 06/07/1908 | Jeux olympiques d'été, Londres | Gazon (ext.) | 1/4 de finale | Dora Boothby      | Forfait | Parcours |